# Alvin Lustig
Alvin Lustig (Denver, 8 febbraio 1915 – New York, 5 dicembre 1955) è stato un grafico, tipografo e designer statunitense di libri, onorato dall'American Institute of Graphic Arts e dall'Art Director Club Hall of Fame per il suo significativo contributo al design americano.

## Biografia
Lustig nacque l'8 febbraio 1915 da Harry Lustig e Jeanette Schamus a Denver, Colorado.
Lustig ha studiato design al Los Angeles City College, all'Art Center College of Design, ed è stato studente dell'architetto Frank Lloyd Wright nel suo studio Taliesin e del pittore francese Jean Charlot. Ha iniziato la sua carriera progettando copertine per libri nel 1937 a Los Angeles, in California. Nel 1944 diventa direttore della ricerca visiva per Look Magazine. Ha anche progettato per Fortune e Girl Scouts degli Stati Uniti .
Oltre ai suoi numerosi contributi alla progettazione grafica, Lustig è stato un abile designer di interni e di architetture. Nel 1949, ha progettato quella che è diventata nota come la "sedia Lustig" per Paramount Furniture a Beverly Hills, in California. Il suo design originale continua a ispirare interni moderni e repliche della sua sedia sono ancora in produzione. Il lavoro di interior design di Lustig ha influenzato anche giovani designer come Paul Tuttle .
Josef Albers lo invitò a insegnare al Black Mountain College nel 1945 e a Yale nel 1951.

### New Directions
Lustig ha mantenuto un rapporto professionale di successo con New Directions Publishing per quasi un decennio, producendo alcuni dei suoi lavori più iconici e innovativi per la casa editrice indipendente. Ha progettato più di settanta sovraccoperte per la serie letteraria New Classics dal 1945 fino alla sua morte nel 1955. I suoi disegni astratti incorporavano una sensibilità di design moderno con un approccio innovativo al design tipografico e la copertina non convenzionale divenne un segno distintivo delle pubblicazioni di New Directions. Le sue opere sono state esposte sulle copertine di opere classiche della letteratura modernista, tra cui quelle di James Joyce, Gertrude Stein, William Carlos Williams ed Ezra Pound . Diverse opere teatrali di Tennessee Williams sono state pubblicate da New Directions durante questo periodo e Lustig ha disegnato le copertine della prima edizione di queste opere, tra cui A Streetcar Named Desire e Cat on a Hot Tin Roof.

## Opere

### Le influenze e lo stile
«In quel periodo Lustig stava sperimentando la realizzazione di composizioni non - figurative realizzate con strisce di materiale tipografico, che rivelano l'influenza di Frank Lloyd Wright. La più interessante di queste composizioni è quella della copertina del libro Ghost in the Underblows (1940), realizzata per la Ward Ritchie Press, che ha fatto eco agli esperimenti di tipo costruttivista dei primi anni Venti, rivelando tuttavia un'estetica distintamente americana.» scrive Steven Heller.
In accordo quindi con quanto sostiene l’editore, possiamo affermare che i disegni di Ghost mostrano da un lato l'influenza razionalista e modernista di Frank Lloyd Wright, insegnante di Lustig, ma anche che il suo lavoro si inserisce perfettamente nel contesto americano del tempo. Prima di Ghost Lustig aveva sperimentato il design tipografico per diversi anni, anche se questo fu il suo primo lavoro di progettazione di libro completo.
Ghost è stato pensato per essere potente sia nel suo contenuto che nella sua forma: il layout, i materiali e l'esecuzione offrono una presentazione minimalista ed elegantemente moderna, che rende l’opera una delle migliori produzioni di Ward Ritchie.
Lustig sosteneva la visione di un nuovo ruolo sociale dell’arte che pensava dovesse «entrare nelle case e gli uffici di tutti, più vicina e più legata a tutto ciò che usiamo e vediamo.»
Come scrive Laughlin nella rivista Print, 1956  «il suo metodo consisteva nel leggere il testo e tradurre la spinta creativa dell'autore in termini grafici, respingendo la tipica soluzione letteraria di riassumere un libro in un'unica immagine, solitamente molto semplicistica.» Questo approccio poteva facilmente essere confuso con il principio di arte per il piacere di fare arte, visto che il design delle copertine era ben distante dal dare qualsiasi informazione riguardo alla trama o al contenuto del libro.
È quindi difficile, se non impossibile, definire a parole lo stile di Lustig poiché ogni libro era una nuova creazione, le uniche ripetizioni erano quelle imposte dal mezzo fisico.
Tale approccio, inoltre, nasce dall'interesse per la tecnica del collage utilizzata dai Modernisti Europei degli anni '20 e '30. Quando introdusse questa tecnica nell'editoria americana alla fine degli anni '40, le copertine tendevano ad essere pittoriche, fumettistiche o tipografiche - decorative o letterali. Gli approcci “moderni” erano considerati troppo radicali, forse persino insensati, in un mercato in cui le convenzioni di vendita forzata venivano rigorosamente rispettate. A differenza del settore discografico, in cui i manager consideravano le copertine dei dischi astratte come un potenziale aumento delle vendite, la maggior parte degli editori di libri tradizionali erano riluttanti ad adottare approcci astratti.

### Il libro
Per promuovere e sostenere le spese di produzione di Ghost, Lustig progetta un elaborato progetto di dodici pagine contenente testimonianze e un “appello” diretto agli sponsor perché contribuissero economicamente alla sua realizzazione.
Le risposte sono entusiaste: «Sei riuscito a restituire la concezione di un uomo infinitamente sensibile che pone il suo orecchio sulla terra e descrive letteralmente ogni delicata reazione che contorce il suo essere.» scrive il poeta William Everson.
Il libro, stampato in un'edizione di sole 300 copie, si presenta con una copertina rigida di dimensioni 6,25 cm x 9,25 cm rilegata in lino nero e stampata con lettere d'oro sul dorso.
La goffratura della rilegatura si abbina agli ornamenti stampati in arancione che si specchiano sulle copertine anteriore e posteriore, nonché sul dorso.
La seconda di copertina è stampata sulla stessa carta del testo del libro.
All'interno vi sono 24 pagine preliminari composte da quattro alette vuote, una mezza pagina del titolo, una pagina del titolo, una pagina del copyright con numero scritto a mano che indica quale delle 300 copie è, la dedica, l’indice, introduzione di Lawrence Clark Powell e 328 pagine stampate di poesie divise in dieci libri.
Una astrazione tipografica a pagina intera appare all'inizio di ogni libro, stampata in arancione-rosso e nero su carta intessuta color bianco sporco, così come il disegno tentacolare distribuito sulle pagine del titolo.
L'impaginazione prevede il testo sulla pagina a sinistra, mentre il disegno riempie interamente quella di destra: in questo caso è rappresentata una serie di tre rettangoli, racchiusi da sottili linee arancioni. Il rettangolo di sinistra e quello di destra sono circa la metà di quello centrale, a cui mancano rispettivamente il lato sinistro e quello destro. Una colonna orizzontale di sottili righe nere taglia orizzontalmente il disegno, estendendosi dal lato sinistro della composizione all’angolo sinistro del terzo rettangolo arancione. Il centro del rettangolo di sinistra è segnato da una griglia composta da celle nere rettangolari dai bordi bianchi. A cavallo tra le due estremità del lato sinistro del rettangolo centrale è rappresentato un elemento ellittico il cui lato sinistro è bianco mentre quello destro arancione. Alla sua destra, in mezzo al rettangolo centrale, vi è una griglia dalle celle nere con i bordi arancioni; alla sua sinistra,una colonna di linee orizzontali arancioni con i bordi neri.
Infine, una striscia sottile composta da un rettangolo arancione ritmato da linee nere orizzontali, una colonna di quattro cerchi neri, un rettangolo bianco segnato da quattro righe orizzontali nere e un piccolo rettangolo arancione attraversano la composizione partendo da sinistra fino al lato sinistro del rettangolo di destra.

## Morte
Già da adolescente Lustig aveva sviluppato la sindrome di Kimmelstiel-Wilson, una malattia renale incurabile legata al diabete.
A causa del diabete nel 1954 divenne praticamente cieco  e il 4 dicembre 1955 morì all'età di 40 anni in seguito ad alcune complicanze.
Elaine Lustig Cohen, moglie di Lustig e anch'essa una graphic designer, ha rilevato la sua società di design di New York City dopo la sua morte, e ha in seguito ricevuto una medaglia AIGA nel 2011 per il suo contributo alla grafica americana.

## Eredità
Lustig è stato inserito nella Hall of Fame del Club Art Directors nel 1986.
Nel 1993, l'American Institute of Graphic Arts ha assegnato a Lustig una medaglia postuma AIGA. L'AIGA premia i designer il cui lavoro ha avuto "un impatto significativo sulla pratica della progettazione grafica negli Stati Uniti".
Nel 2013, New Directions ha annunciato che ripubblicherà una selezione dei loro titoli classici con le copertine originali di Lustig, oltre a vendere una serie di cartoline e altri articoli di cartoleria con le sue illustrazioni.
Le opere collettive di Alvin Lustig e Elaine Lustig Cohen sono state esposte in una mostra speciale presso l'AIGA National Design Center di New York City da dicembre 2010 a febbraio 2013. La mostra, intitolata The Lustigs: A Cover Story, è stata la prima a mostrare il lavoro di Alvin ed Elaine Lustig insieme nella stessa collezione.